# Horní Bojanovice

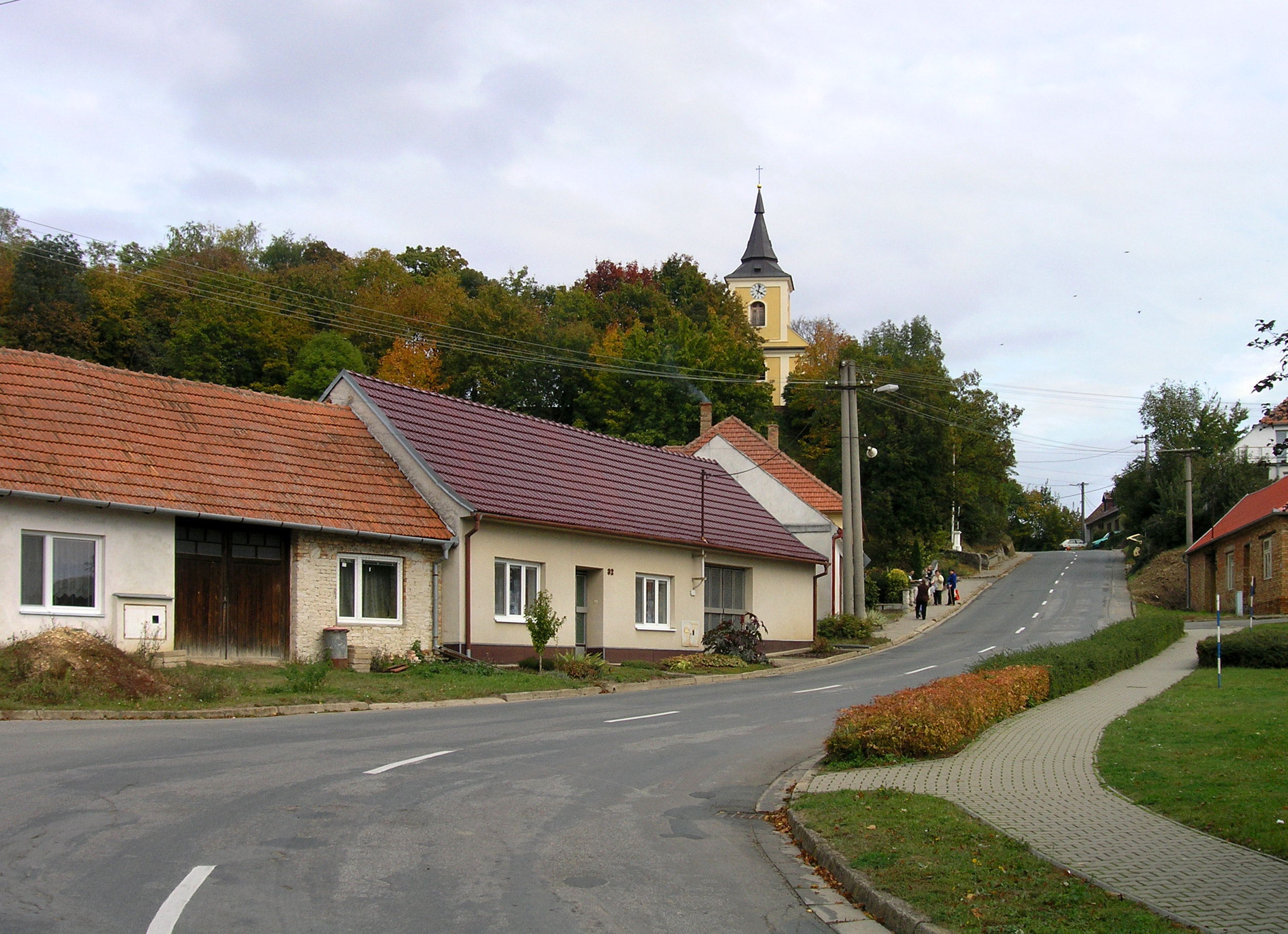
Oberdorf mit Kirche

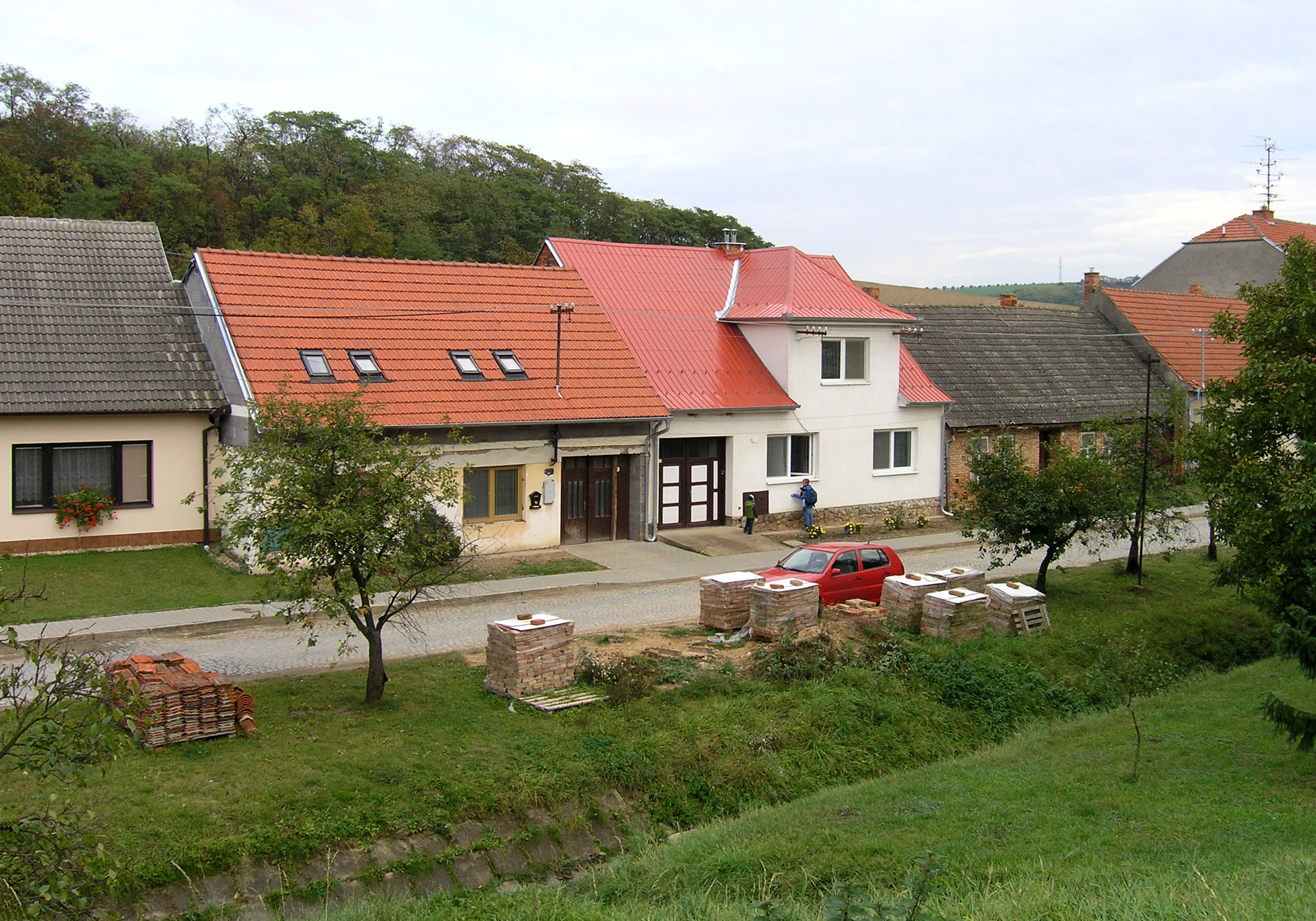
Häuser an der Pradlenka im Niederdorf

Horní Bojanovice (deutsch Ober Bojanowitz) ist eine Gemeinde in Tschechien. Sie liegt fünf Kilometer östlich von Hustopeče und gehört zum Okres Břeclav.

## Geographie
Das von Weinbergen umgebene Dorf erstreckt sich in der Boleradická vrchovina, einem südwestlichen Ausläufer des Steinitzer Waldes (Ždánický les), in der Quellmulde des Baches Pradlenka. Nordöstlich erhebt sich der Nedánov (368 m), im Osten der Kuntinov (322 m) und Dlouhý kněžský vrch (316 m), südlich die Tabulka (297 m), im Südwesten der Slunečný vrch (Sunnberg, 283 m) sowie nordwestlich der Přední kout (410 m).
Nachbarorte sind Diváky im Norden, Boleradice, Morkůvky und Brumovice im Nordosten, Ostrůvek und Kobylí im Osten, Němčičky im Südosten, Velké Pavlovice und Starovičky im Süden, Šakvice im Südwesten, Hustopeče im Westen sowie Kurdějov und Nikolčice im Nordwesten.

## Geschichte
Archäologische Funde belegen eine Besiedlung des Gemeindegebiets seit der Jungsteinzeit.
Das Dorf wurde wahrscheinlich in der Mitte des 13. Jahrhunderts gegründet. Die erste schriftliche Erwähnung von Woyanowicz erfolgte am 9. April 1298 in der Bestätigungsurkunde Wenzels II. über die Stiftung einer Hube Land durch den Brünner Bürger Gerbot für den Bau der Kirche der Jungfrau Maria. Im 14. Jahrhundert sind die Vladiken von Bojanovice als Besitzer der Güter nachweisbar. 1365 erwarb Wilhelm von Kunstadt auf Boleradice einen Teil von Bojanovice, einen weiteren Anteil zu dieser Zeit bereits Wilhelm I. von Pernstein. Im Jahre 1464 wurde erstmals zur Unterscheidung von einem weiteren Dorf Bojanovice das Attribut Superior gebraucht. Hynek von Kunstadt auf Polná war ab 1503 wahrscheinlich der letzte Besitzer aus dem Geschlecht von Kunstadt. 1511 gehörte ganz Bojanovice Wilhelm II. von Pernstein. Er übertrug Bojanovice zusammen mit der Herrschaft Židlochovice 1515 seinem Sohn Johann. Im Jahre 1551 erwarben Jan Bernard und Bohuš Drnovský von Drnovice den Besitz. Nach der Schlacht am Weißen Berg wurden 1622 die Güter von Johanka Drnovský und ihres Ehemannes Georg Ehrenreich von Rogendorf auf Kanitz konfisziert und an Kardinal Franz Seraph von Dietrichstein verkauft. 1626 erwarb Stephan Schmidt von Freyhofen Bojanovice. Dieser musste seinem Besitz 1631 wegen Überschuldung an Heinrich Graf Schlick verkaufen. Nachfolgende Besitzer waren ab 1637 die Zahrádecký von Zahrádka, ab 1677 Johann Karl Graf Serényi, ab 1723 die Freiherren Bukuvky von Bukuvka und ab 1807 das Geschlecht Pagatsch von Paburg. In der ersten Hälfte des 19. Jahrhunderts hielt der Weinbau Einzug. Bis zur Mitte des 19. Jahrhunderts blieb Horní Bojanovice immer ein selbständiges Gut.
Nach der Aufhebung der Patrimonialherrschaften bildete Horní Bojanovice ab 1850 eine Gemeinde in der Bezirkshauptmannschaft Auspitz. Nach der Aufhebung des Okres Hustopeče wurde die Gemeinde 1960 dem Okres Břeclav zugeordnet. Seit 1997 führt die Gemeinde ein Wappen und Banner.

## Gemeindegliederung
Für die Gemeinde Horní Bojanovice sind keine Ortsteile ausgewiesen.

## Sehenswürdigkeiten
- Kirche des Hl. Laurentius, der ehemals romanische und der Jungfrau Maria geweihte Bau entstand im 13. Jahrhundert, er erhielt seine heutige Gestalt zum Ende des 16. Jahrhunderts. Es wird vermutet, dass sie wie die Kirchen von Kurdějov und Nosislav als Wehrkirche errichtet wurde. Bedeutendstes Denkmal ist die gotische Madonna mit Jesuskind vom Anfang des 16. Jahrhunderts. Die Glocken wurden 1504 und 1562 gegossen.
- Kapelle des Hl. Rochus, Sebastian und Rosalia, errichtet um 1750
- Nischenkapelle des hl. Florian, aus der Mitte des 18. Jahrhunderts
- historischer Speicher
- Naturreservat Roviny, am Nordhang des Přední kout

## Söhne und Töchter der Gemeinde
- Antonín Vojtek (* 1934), Maler, Grafiker und Illustrator